# Medaglia Johannes Brahms
La medaglia Johannes Brahms (in tedesco: Johannes-Brahms-Medaille) di Amburgo è un premio musicale istituito nel 1928, in onore del compositore Johannes Brahms, nato ad Amburgo.
La medaglia viene assegnata irregolarmente dal Senato della Città Libera Anseatica di Amburgo agli artisti che hanno contribuito alla vita musicale di Amburgo, dediti in particolare alla musica di Brahms. Fino al 1935 fu assegnata principalmente a compositori tedeschi o austriaci e per servizi alla vita musicale di Amburgo; nel 1935 i membri internazionali del Consiglio Permanente che organizzava il Festival Internazionale di Amburgo furono tutti premiati con medaglie.
La medaglia mostra un ritratto del compositore. È stata ideata dallo scultore di Amburgo Friedrich Wield.

## Destinatari scelti
- 1928: Karl Muck
- 1929: Hamburger Philharmonisches Orchester und Orchester of the Opera di Amburgo
- 1933: Eugen Papst, Alfred Sittard, Karl Böhm
- 1934: Richard Strauss
- 1935: Hans Pfitzner, Jean Sibelius, Albert Roussel, Siegmund von Hausegger, Joseph Haas, Emil Nikolaus von Reznicek, Kurt Atterberg, Wilhelm Kienzl, Herbert Bedford
- 1937: Wilhelm Furtwängler, Paul Graener, Heinrich Karl Strohm, Eugen Jochum
- 1958: Robert Casadesus, Philipp Jarnach, Joseph Keilberth, Leopold Ludwig, Günther Rennert, Hans Schmidt-Isserstedt, Heinz Tietjen, Henny Wolff
- 1960: Ernst Gernot Klussmann
- 1963: Robert Heger, Ilse Fromm-Michaels
- 1964: Claude Rostand, Frank Wohlfahrt
- 1970: Erna Berger
- 1973: Wolfgang Sawallisch, Rolf Liebermann, Emil Gilels
- 1976: Monteverdi-Chor Hamburg
- 1982: Hamburger Symphoniker
- 1983: Aldo Ceccato
- 1987: Yehudi Menuhin
- 1988: Günter Wand
- 1989: Detlef Kraus
- 1990: Hellmut Wormsbächer
- 1991: Jürgen Jürgens
- 1994: Felicitas Kukuck
- 1996: Conrad Hansen
- 1997: Günter Jena
- 1998: NDR Sinfonieorchester
- 2001: Hamburger Alsterspatzen
- 2004: Hermann Rauhe
- 2010: NDR Chor
- 2012: Hamburger Kammermusikfreunde[4]
- 2020: Christoph von Dohnányi[5]